# Classical Barbra
Classical Barbra é um álbum de estúdio da cantora estadunidense Barbra Streisand, lançado em fevereiro de 1976. A lista de faixas consiste em dez canções de música clássica de compositores europeus.
As faixas são cantadas em cinco idiomas diferentes, a saber: inglês, francês, alemão , italiano e latim. Os arranjos são tocados pela Columbia Symphony Orchestra e conduzidas por Claus Ogerman.
A crítica especializada em música dividiu-se em relação ao repertório. Alguns o consideraram arriscado e ousado, ao passo que outros pontuaram que a cantora não se encaixou no estilo, criticaram os vocais e o consideraram um ponto baixo em sua discografia,. Eventualmente, em 1977, recebeu uma nomeação ao Prêmio Grammy na categoria de Best Classical Vocal Soloist.
Comercialmente, obteve sucesso moderado, comparando-o com seus antecessores. Atingiu a posição de número 46 na Billboard 200, um dos picos mais baixos de um de seus álbuns de estúdio e em número 87 na parada de sucessos do Canadá. Apenas em 1999, alcançaria um disco de ouro concedido pela Recording Industry Association of America, por mais de 500 mil cópias distribuídas nos Estados Unidos, .
Em 2013, foi remasterizado e foram adicionadas duas novas faixas: "An Sylvia", D.891 e "Auf dem Wasser zu singen", D. 774, ambas do compositor Franz Schubert.

## Recepção crítica
| Críticas profissionais | Críticas profissionais |
| Avaliações da crítica  | Avaliações da crítica  |
| Fonte                  | Avaliação              |
| ---------------------- | ---------------------- |
| AllMusic               | [ 5 ]                  |
| The Independent        | [ 6 ]                  |
| Rolling Stone          | Mixed                  |

A crítica especializada em música fez, em maioria, resenhas mistas. Muitos acharam-no original e arriscado, enquanto outros veículos desaprovaram totalmente o lançamento.
O site AllMusic avaliou com três estrelas de cinco, descrevendo-o como um dos "projetos mais exóticos" de Streisand e uma surpresa para seus fãs. O The New York Times o definiu como um "exemplo raro de [Streisand] ser muito deferente aos originais". O jornal The Baltimore Sun o considerou o "mais ousado" de sua carreira. O jornal Beaver County Times considerou uma "agradável surpresa". O Philippine Daily Inquirer escreveu que era "projeto exótico, mas louvável", e um dos momentos em que Streisand se desafiou com riscos musicais em sua juventude. O site The Second Disk explicou que a "voz de clarim e as habilidades dramáticas de interpretação" da cantora garantiram sua atemporalidade.
O jornal Scotland on Sunday, em um artigo sobre a inadequação e limitações de muitos álbuns de crossover, descreveu o esforço de Streisand como uma "ligação decididamente perigosa". Ao mesmo tempo, o The Independent disse que na época de seu lançamento, foi uma "jogada rara e arriscada".
Em relação as críticas negativas, o The Tuscaloosa News considerou-o abaixo do esperado e comparou a performance de Streisand na música clássica com a de Florence Foster Jenkins. The Daily Gazette descreveu-o como um "álbum proto-crossover malfadado". O jornal The Village Voice comparou sua "horrível performance camp" ao desempenho de Jane Olivor na composição Lalena de Donovan. Já o site Singer's Notebook achou que os vocais de Streisand soavam "reprimidos".
O jornal The Washington Post explicou que embora "amplamente criticado" na época de seu lançamento,foi notavelmente defendido pelo famoso pianista de música clássica Glenn Gould. Ele escreveu: "Para mim, a voz de Streisand é uma das maravilhas naturais dessa época, um instrumento de infinita diversidade e recursos timbrísticos... Nada neste álbum é insensível ou não musical".

## Lista de faixas
| N.º | Título                | Compositor(es) | Duração |  |
| 1.  | "Beau Soir"           | Debussy        | 2:42    |  |
| 2.  | "Chants d'Auvergne"   | Canteloube     | 3:47    |  |
| 3.  | "Verschwiegene Liebe" | Wolf           | 2:57    |  |
| 4.  | "Pavane"              | Fauré          | 5:29    |  |
| 5.  | "Trois Mélodies Op.7" | Fauré          | 3:24    |  |
| 6.  | "Carmina Burana"      | Orff           | 2:11    |  |
| 7.  | "Rinaldo" (opera)     | Handel         | 3:37    |  |
| 8.  | "Liederkreis Op. 39"  | Schumann       | 3:56    |  |
| 9.  | "Dank sei Dir, Herr"  | Ochs           | 3:42    |  |
| 10. | "I Loved You"         | Ogerman        | 2:18    |  |

| Faixas bônus da edição remasterizada de 2013 |                                     |                |         |  |
| N.º                                          | Título                              | Compositor(es) | Duração |  |
| 11.                                          | "An Sylvia", D.891"                 | Schubert       |         |  |
| 12.                                          | "Auf dem Wasser zu singen", D. 774" | Schubert       |         |  |

## Tabelas

### Tabelas semanais
| Tabela musical (1976)          | Melhor posição |
| ------------------------------ | -------------- |
| Canadian Albums (RPM)          | 87             |
| Estados Unidos (Billboard 200) | 46             |

## Certificações e vendas
| País                  | Certificação | Vendas  |
| --------------------- | ------------ | ------- |
| Estados Unidos (RIAA) | Ouro         | 500,000 |